# Kill 'Em All
Albums de Metallica
Ride the Lightning
(1984)
Singles
Kill 'Em All est le premier album officiel du groupe américain de thrash metal Metallica, sorti le 25 juillet 1983.
Cet album marque le début d'une des légendes du thrash metal. Plus rapide que ses successeurs, cet album est considéré comme incontournable par les fans. Le tempo de la plupart des chansons de l'album est très rythmé et ultra rapide. La performance vocale de James Hetfield sur cet album étant à l'époque loin de celle du Black Album, beaucoup d'écho a été ajouté sur sa voix encore très jeune.

## Historique
Peu après sa signature avec le label Megaforce Records, Metallica entre en mai 1983 dans les studios Music America à Rochester dans l'État de New York pour enregistrer son premier album. L'enregistrement sera bouclé en 17 jours du 10 au 27 mai et produit par Paul Curcio, Jon Zazula étant le producteur exécutif. Dès la sortie de l'album, le 25 juillet 1983, le groupe s'embarque pour une tournée avec le groupe britannique Raven.

### Titre de l'album
Le groupe souhaitait appeler son album Metal Up Your Ass, la pochette représentant une main tenant fermement une dague sortant d'une cuvette de toilette. La société chargée de distribuer l'album s'y est opposée. Le groupe a alors choisi de changer le titre en Kill 'Em All (« tuez-les tous »), en référence aux timides distributeurs. L'idée serait venue, selon Scott Zazula, de Cliff Burton. La nouvelle pochette figure l'ombre d'une main au-dessus d'un marteau ensanglanté.

### Le départ de Dave Mustaine
Metallica était à l'origine constitué de James Hetfield (guitare/voix), Lars Ulrich (batterie), Ron McGovney (basse) et Dave Mustaine (guitare solo/voix). McGovney a quitté le groupe en raison de tensions entre lui et Mustaine. Le bassiste Cliff Burton a été recruté pour le remplacer.
Mustaine et Hetfield avaient également des accrochages récurrents, Mustaine expliquant plus tard cette rivalité par le fait qu'« il y avait trop de personnalité » dans le groupe. À la suite d’une dispute, Mustaine frappe Hetfield qui avait donné un coup de pied à sa chienne, au motif que celle-ci avait rayé sa voiture.
Mustaine fut congédié en avril 1983, juste avant l'enregistrement de Kill 'Em All. Hetfield et Ulrich ont expliqué qu'ils l'avaient renvoyé à cause de ses problèmes d'alcool, ce que Mustaine a nié au début. Dans le film Some Kind of Monster, paru en 2004, Mustaine a néanmoins déclaré qu'il aurait souhaité que Metallica lui dise d'aller aux Alcooliques anonymes. Après le départ de Mustaine, Metallica a recruté Kirk Hammett, guitariste du groupe Exodus et élève de Joe Satriani. Le groupe a commencé à enregistrer Kill 'Em All avec Hammett à peine un mois après son arrivée. Mustaine, pour sa part, a formé le groupe Megadeth.
Malgré leurs différends, la contribution de Mustaine aux premières années de Metallica ne fut pas entièrement négligée ; il est crédité pour avoir coécrit quatre des chansons de "Kill 'Em All". La chanson "The Four Horsemen" fut à l'origine écrite par Mustaine et appelée "The Mechanix", elle figure dans Killing Is My Business... and Business Is Good!, le premier album de Megadeth. Les autres chansons de Kill 'Em All pour lesquelles Mustaine est crédité sont "Jump in the Fire", "Phantom Lord", et "Metal Militia".

### Réception de l'album
Les tournées intensives qui ont suivi la sortie de Kill 'Em All ont permis à Metallica de se faire connaitre et l'album a reçu un bon accueil commercial. Néanmoins il faudra attendre le succès de leur troisième album Master of Puppets pour voir Kill 'Em All faire son apparition dans le Billboard 200 (120e place). Il sera par la suite certifié disque d'or (1989), de platine (1991) et enfin triple disque de platine en 1999 aux États-Unis.
Il est à noter que Kill 'Em All est certifié disque d'argent en Grande-Bretagne le 2 octobre 1987 avant d'obtenir l'or en 1988.
Ses ventes mondiales sont estimées au premier janvier 2016 à plus de 5 500 000 exemplaires.

## Liste des titres
| No  | Titre                                     | Musique                         | Durée |
| --- | ----------------------------------------- | ------------------------------- | ----- |
| 1.  | Hit the Lights                            | James Hetfield, Lars Ulrich     | 4:17  |
| 2.  | The Four Horsemen                         | Hetfield, Ulrich, Dave Mustaine | 7:13  |
| 3.  | Motorbreath                               | Hetfield                        | 3:08  |
| 4.  | Jump in the Fire                          | Hetfield, Ulrich, Mustaine      | 4:42  |
| 5.  | (Anesthesia) Pulling Teeth (instrumental) | Cliff Burton                    | 4:15  |
| 6.  | Whiplash                                  | Hetfield, Ulrich                | 4:10  |
| 7.  | Phantom Lord                              | Hetfield, Ulrich, Mustaine      | 5:02  |
| 8.  | No Remorse                                | Hetfield, Ulrich                | 6:26  |
| 9.  | Seek and Destroy                          | Hetfield, Ulrich                | 6:55  |
| 10. | Metal Militia                             | Hetfield, Ulrich, Mustaine      | 5:09  |

| 11. | Am I Evil? (reprise de Diamond Head) | Sean Harris, Brian Tatler          | 7:50 |
| 12. | Blitzkrieg (reprise de Blitzkrieg)   | Ian Jones, Jim Sirotto, Brian Ross | 3:36 |

## Musiciens
Les crédits sont adaptés des notes de pochette de l'album :
- James Hetfield – chant, guitare rythmique
- Kirk Hammett – guitare solo
- Cliff Burton – basse
- Lars Ulrich – batterie

- Jason Newsted – basse, chœurs sur les chansons bonus de la réédition numérique

## Analyse des chansons

### Hit the Lights
La première chanson de l'album est la première collaboration entre Hetfield et Ulrich lorsqu'ils formèrent Metallica. Cette chanson parut sur la première compilation du groupe, « Metal Massacre » en 1982, et sur la première démo du groupe No Life 'Til Leather. Le titre de la démo provient de la première phrase de la chanson. Hetfield a apporté une grande partie de la chanson de son ancien groupe, Leather Charm, et les deux travaillèrent différents arrangements. Ce fut l'une des rares chansons qui fut jouée en concert avec Mustaine en tant que guitariste solo. Elle ouvrait les concerts sur les premières tournées de Metallica.
Les paroles abordent les spectacles, le fait de voyager et d'avoir un style de vie heavy metal. Elle se réfère également aux appréciations de leurs fans les plus fidèles.

### The Four Horsemen
Le titre provisoire de cette chanson était The Mechanix ; elle a été coécrite par Dave Mustaine qui l'enregistrera avec Megadeth, sur leur premier album Killing Is My Business... and Business Is Good!. Après que Dave Mustaine fut renvoyé, Metallica modifia les paroles ainsi qu'une partie de la chanson et la renomma The Four Horsemen (référence aux 4 Cavaliers de l'Apocalypse). « Horsemen » est d'ailleurs devenu le surnom des membres du groupe (comme ses 4 membres en sont les cavaliers). Néanmoins il est à noter que le morceau a connu des modifications par rapport à la version présente sur No Life 'Til Leather ; sont notamment ajoutés un pont ainsi qu'un interlude précédant un solo supplémentaire au milieu du morceau.
Les paroles, comme le suggère le titre, parlent de fin du monde et d'apocalypse, en référence au texte biblique des 4 Cavaliers de l'Apocalypse. Cependant, beaucoup croient que la chanson parle en fait des membres de Metallica eux-mêmes en tant que « cavaliers ».
Les paroles citent les cavaliers du Temps, de la Faim, de la Peste et de la Mort. Cependant, dans l'Apocalypse, le premier cavalier ne représente pas le Temps mais la Guerre. Metallica a effectué cet aménagement en raison de sa position pacifiste.
Le titre fait une apparition dans le film X-Men: Apocalypse, durant une scène où un mutant millénaire se faisant appeler Apocalypse est à la recherche d'un de ses quatre nouveaux lieutenants.

### Motorbreath
Cette chanson est un hommage au groupe de heavy metal britannique Motörhead. C'est la seule chanson que Hetfield a écrit seul, l'une des deux pour lesquelles Ulrich n'est pas crédité (l'autre étant « (Anesthesia) Pulling Teeth »). C'est la plus courte des chansons sur un album studio du groupe avec 3 minutes 4 secondes.
La chanson incite à profiter à fond de la vie et du fait d'être en vie (« living life in the fast lane »). Durant les premiers concerts, Mustaine, l'ancien guitariste solo, disait qu'il s'agissait de leur version d'une chanson d'amour.
« Motorbreath » figure sur la bande originale du jeu vidéo MTX Mototrax.
Durant le film L'Enfer du dimanche la chanson peut être entendue dans les vestiaires juste après la victoire des Miami Sharks.

### Jump in the Fire
La chanson a tout d'abord été écrite par Dave Mustaine, les paroles parlant de sexualité, elles ont ensuite été changées par James peu après le renvoi de Dave. La chanson originale figure sur la démo No Life 'Til Leather. Cette chanson est connue pour son solo de guitare. Lors de la tournée 2003-2004, Kirk a changé ce solo. Ce titre sortira en single international le 20 janvier 1984.
Les paroles sont écrites du point de vue de Satan. Elles décrivent comment le diable observe les hommes qui s'entre-tuent, s'assurant ainsi qu'ils iront tous en enfer pour leurs actions. Ils « sautent dans le feu » (« Jump in the Fire »). Il s'agit bien évidemment d'une façon très ironique de critiquer le comportement de l'humanité.

### (Anesthesia) Pulling Teeth
« (Anesthesia) Pulling Teeth » est un solo de basse de Cliff Burton. Il est accompagné par Ulrich à la batterie. Cette piste comprend de lourdes distorsions, l'utilisation de pédale wah-wah et du tapping. C'est le solo de basse qui permit à Burton d'être engagé dans Metallica. Ce morceau a été écrit à l'origine pour l'ancien groupe de Burton, Trauma.

### Whiplash
La chanson parle des sentiments des fans pendant les concerts de Metallica et fera l'objet du premier single de Kill 'Em All qui sortira aux États-Unis le 8 août 1983.

### Phantom Lord
Chanson créée par James avec son ancien groupe (il a fait partie d'un groupe appelé Phantom Lord auparavant). Elle contient le seul passage de guitare en son clair de tout l'album (ce son clair reste tout de même très crunch).

### No Remorse
La chanson, véritablement hymne anti-guerre de l'album, est très rythmée et rapide.

### Seek and Destroy
Une des chansons phares du groupe, se distinguant par son riff qui préfigure la marque de fabrique Metallica. C'est la chanson qui clôt chaque concert.

### Metal Militia
Cette chanson est en quelque sorte un « appel aux armes » destiné aux fans de metal. À noter la fin de la chanson, qui ressemble au début d'un des futur grand succès de Metallica, One, mais également au début de la chanson The Frayed Ends of Sanity, présente également sur l'album ...And Justice for All.

## Charts & certifications
Album
| Pays     | Durée du classement | Meilleur classement |
| -------- | ------------------- | ------------------- |
| Finlande | 6 semaines          | 12e                 |
| France   | 3 semaines          | 149e                |
| Suède    | 5 semaines          | 28e                 |

| Pays    | Durée du classement | Meilleur classement |
| ------- | ------------------- | ------------------- |
| Espagne | 9 semaines          | 65e                 |
| Suisse  | 1 semaine           | 65e                 |

| Pays       | Durée du classement | Meilleur classement |
| ---------- | ------------------- | ------------------- |
| Allemagne  | 1 semaine           | 58e                 |
| États-Unis | 22 semaines         | 66e                 |

| Pays         | Durée du classement | Meilleur classement |
| ------------ | ------------------- | ------------------- |
| Belgique (V) | 2 semaines          | 56e                 |

| Pays        | Certification | Ventes      | Date       |
| ----------- | ------------- | ----------- | ---------- |
| Allemagne   | Or            | 250 000 +   | 05/2019    |
| Argentine   | Platine       | 60 000 +    | 11/06/1991 |
| Canada      | Platine       | 100 000 +   | 27/01/1994 |
| États-Unis  | 3 × Platine   | 3 000 000 + | 09/03/1999 |
| Royaume-Uni | Or            | 100 000 +   | 01/09/1988 |

Single
| Année | Single             | Chart              | Durée du classement | Position |
| ----- | ------------------ | ------------------ | ------------------- | -------- |
| 1990  | "Jump in the Fire" | RMNZ Singles Top40 | 3 semaines          | 30e      |

## Note
- (en) Cet article est partiellement ou en totalité issu de l’article de Wikipédia en anglais intitulé « Kill 'Em All » (voir la liste des auteurs).